# Campanabea
Campanabea es un despoblado que actualmente forma parte del concejo de Mendiola, que está situado en el municipio de Vitoria, en la provincia de Álava, País Vasco (España).

## Toponimia
Durante algún tiempo fue conocido también con el nombre de Cortina.

## Historia
Despoblado del que se tienen pocos datos, excepto los aportados por el Catalogo de propios del ayuntamiento de Vitoria.
Actualmente sus tierras son conocidas con el topónimo de Kanpanabea.